# Ancizan
Ancizan  là một xã thuộc tỉnh Hautes-Pyrénées trong vùng Occitanie tây nam nước Pháp. Khu vực này có độ cao từ 734-2843 mét trên mực nước biển.